# كورتيس تومسون
كورتيس تومسون (بالإنجليزية: Curtis Thompson) (2 سبتمبر 1993 بنوتنغهام في المملكة المتحدة - ) هو لاعب كرة قدم بريطاني في مركز الوسط. لعب مع نوتس كاونتي وIlkeston F.C. ‏ ولينكولن سيتي أف سي.

## وصلات خارجية
- كورتيس تومسون على موقع قاعدة بيانات كرة القدم.إي يو (الإنجليزية)
- كورتيس تومسون على موقع Soccerbase.com (لاعب) (الإنجليزية)